# Fuerte de San Carlos (Ancud)

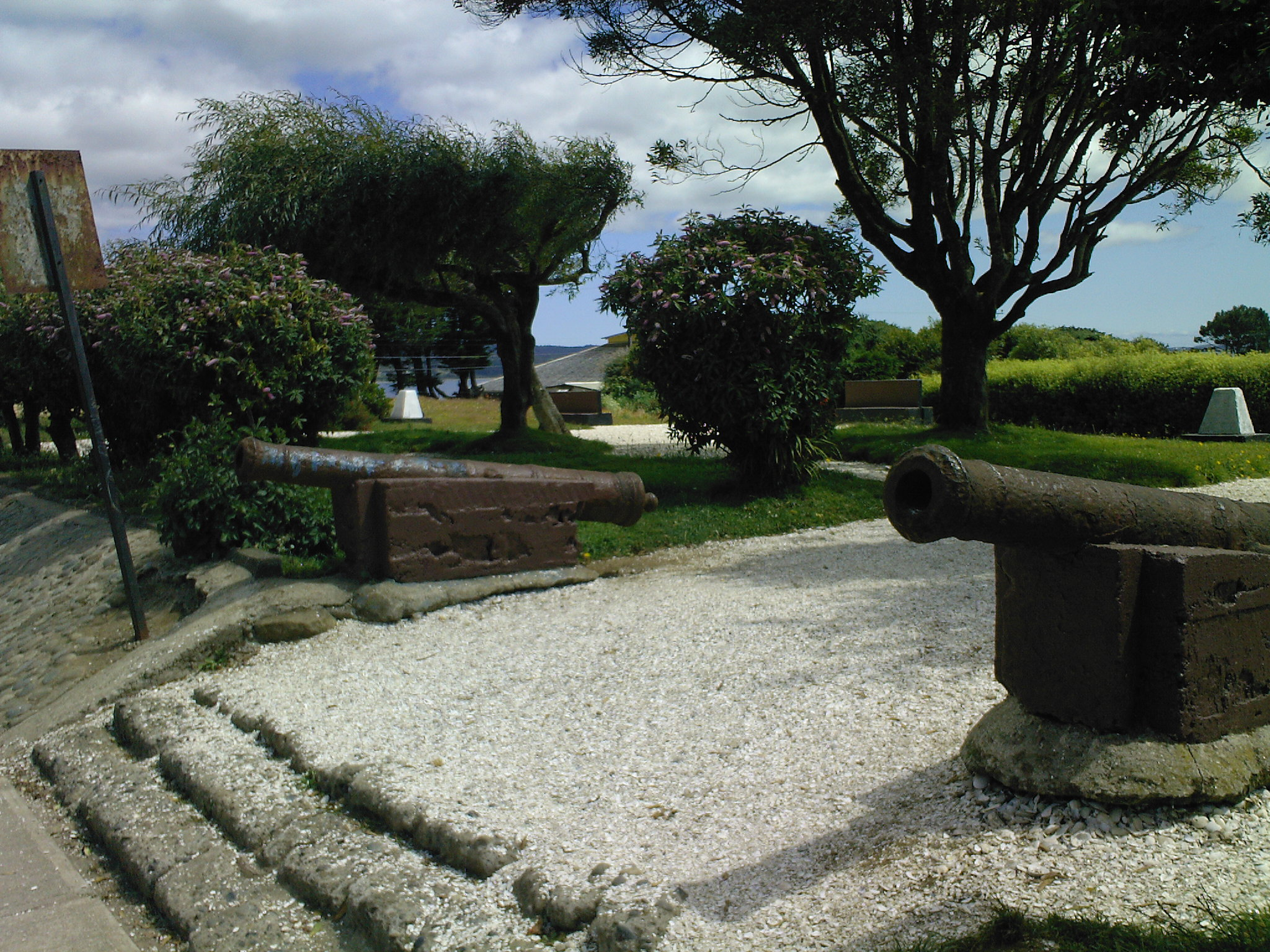
Entrada al Fuente de San Carlos y polvorín.

El Fuerte Real de San Carlos—conocido también como Fuerte de San Carlos— es una fortificación localizada en la explanada Punta de Tecque o Tique al noroeste de la ciudad de Ancud, cuya data de construcción se remonta aproximadamente a 1767 o 1768. La instalación de esta infraestructura permitiría la formación de una villa homónima que más tarde sería Ancud.
Pertenece al conjunto de monumentos nacionales de Chile desde 2009 en virtud del D. 16 del 27 de enero de 2009; se encuentra en la categoría Monumentos Históricos Inmuebles.

## Historia
El complejo, pertenecía al conjunto de fortificaciones o fortalezas situados en la bahía de Ancud que se crearon en el período de la Colonia de Chile, durante el Gobierno de Chiloé en el periodo dependiente al Virreinato del Perú. Dentro de este sistema defensivo, el fuerte se ubicaba en el denominado «Subsistema San Carlos de Ancud», que además incluía las baterías de Punta Teque, el Fuerte San Antonio, la batería Campo Santo, la batería del Muelle y la batería de Puquillihue. Su principal misión era la defensa de la ciudad de San Carlos de Chiloé —actual Ancud— de potencias coloniales extranjeras, piratas y corsarios; buscaba asegurar las rutas de comercio desde y hacia España.
La construcción rondaría el año 1767 o 1768, y fue proyectada por Carlos de Beranguer tras recibir una real orden. Su estructura era «de planta cuadrada con punta saliente en la cortina que daba al mar, estaba en el extremo norte de la Punta de Teque. Tenía cuatro baluartes iguales, rampas, foso, escarpa y contraescarpa, caminos cubiertos y glacis».
El polvorín está construido en ladrillo y piedra, y se tienen datos de que en el proyecto inicial toda la fortificación sería de estos materiales, pero que por su escasez, terminó haciéndose con tepes asegurados con tarugos.